# Bank of the West Classic 2001
Il ' Bank of the West Classic 2001 è stato un torneo di tennis giocato sul cemento.
È stata la 31ª edizione del East West Bank Classic, che fa parte della categoria Tier II nell'ambito del WTA Tour 2001.
Si è giocato al Taube Tennis Center di Stanford (California) negli Stati Uniti, dal 23 al 29 luglio 2001.

## Campionesse

### Singolare
Kim Clijsters ha battuto in finale  Lindsay Davenport, 6–4, 6(5)–7, 6–1.

### Doppio
Janet Lee /  Wynne Prakusya hanno battuto in finale  Nicole Arendt /  Caroline Vis, 3–6, 6–3, 6–3.